# Fumeterre
Fumaria
 (janvier 2019).
Si vous disposez d'ouvrages ou d'articles de référence ou si vous connaissez des sites web de qualité traitant du thème abordé ici, merci de compléter l'article en donnant les références utiles à sa vérifiabilité et en les liant à la section « Notes et références ».
Genre
Classification APG IV (2016)
Les fumeterres (genre Fumaria) sont des plantes à fleurs dicotylédones de la famille des Fumariacées selon la classification classique de Cronquist (1981) ou des Papavéracées selon la classification phylogénétique APG IV (2016). Elles fleurissent depuis le mois d'avril jusqu'au milieu de l'été et poussent dans les champs, les terrains vagues, les décombres et sur les bords des chemins. Selon Olivier de Serres, leur nom, qui signifie fumée de terre, serait dû au fait que le jus de la plante fait pleurer les yeux, comme la fumée. On peut aussi penser que leurs feuilles grisâtres donnent l'impression d'une sorte de fumée sortant de terre. Ce nom est attesté au début du XIIIe siècle sous la forme fumus terrae.

## Description
Les fumeterres sont des plantes annuelles, à tige molle et glabre. Si certaines espèces (F. capreolata) peuvent atteindre 1 m de haut, la plupart ne dépassent pas 50 cm. Les feuilles sont gris-vert, multipennées, avec des lobes lancéolés. Les fleurs poussent en épis (de 6 à 20 fleurs par épi selon les espèces). D'une taille d'environ 1 cm, parfois moins, elles sont tubulaires, bilabiées et munies d'un éperon. Leur couleur varie du blanc au rose plus ou moins sombre, avec des taches pourpres à leur extrémité. Le fruit est une capsule ne renfermant qu'une graine.

## Phytothérapie
La fumeterre officinale (Fumaria officinalis, L.) aurait de nombreuses vertus selon plusieurs phytothérapeutes. Elle aurait notamment des vertus dépuratives sur les reins, la vésicule biliaire et le foie. La fumeterre serait cholagogue, cholérétique, diurétique, laxative et tonique. La fumeterre est utilisée en association avec d'autres extraits de plantes aux prétendues vertus dépuratives, telles que la grande bardane et la pensée sauvage. Elle est utilisée pour les digestions difficiles, obstructions intestinales, jaunisses, etc. mais aussi, du fait de ses prétendues vertus émollientes, dans de nombreuses pathologies cutanées telles qu'eczéma (syndrome), exanthème et dermatite atopique[source insuffisante]. L'indication retenue en Grande-Bretagne pour la fumeterre est l'eczéma chronique[source insuffisante]. En bain oculaire, la fumeterre est utilisée pour la conjonctivite[réf. nécessaire].

## Principales espèces
Il existe une bonne cinquantaine d'espèces différentes :
- Fumaria officinalis : fumeterre officinale
- Fumaria muralis : fumeterre des murs
- Fumaria capreolata : fumeterre grimpante
- Fumaria parviflora : fumeterre à petites fleurs
- Fumaria bastardii
- Fumaria macrocarpa
- Fumaria martinii
- Fumaria painteri : Fumeterre de Painter
- Fumaria purpurea
- Fumaria occidentalis
- Fumaria densiflora
- Fumaria vaillantii : Fumeterre de Vaillant
- Fumaria schleicheri
- Fumaria flabellata : Fumeterre en éventail

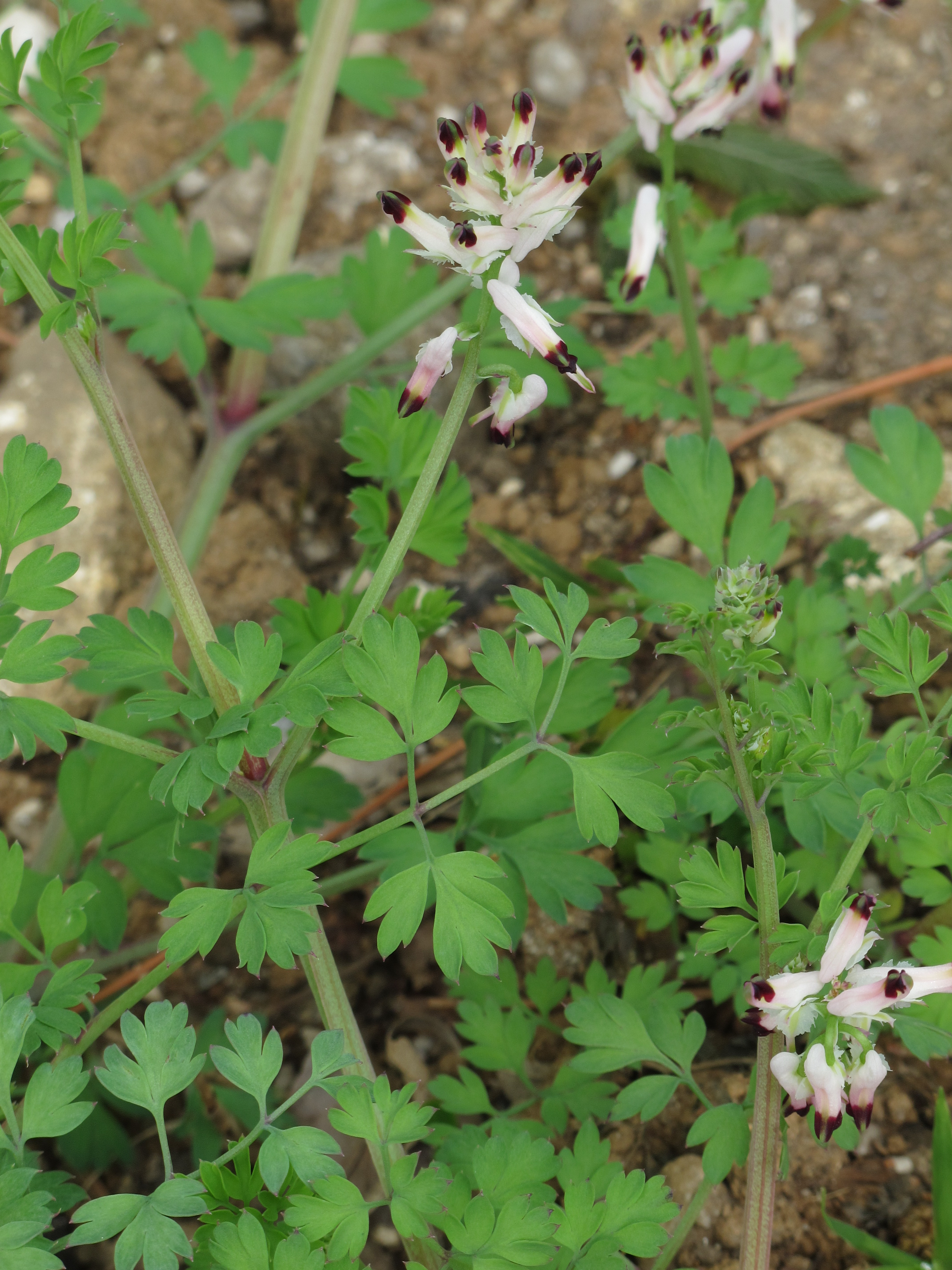
Fumeterre grimpante
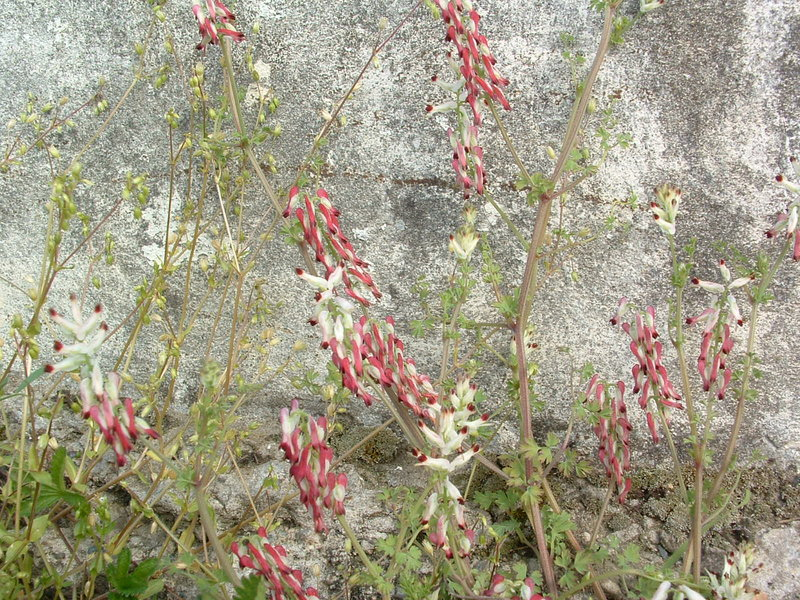
Fumeterre des murs
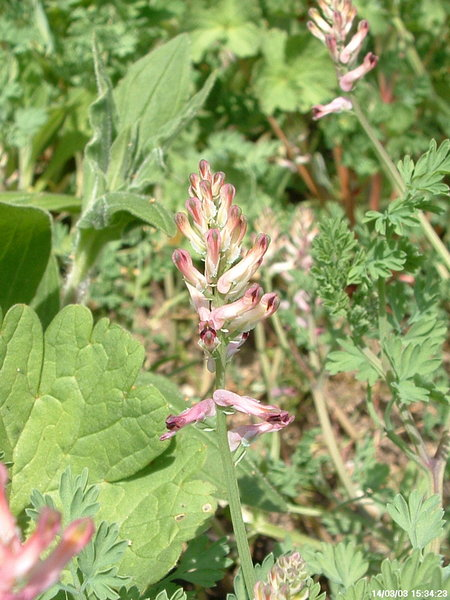
Fumeterre officinale

## Divers
Dans le calendrier républicain français, le 13e jour du mois de ventôse, est officiellement dénommé jour de la fumeterre (généralement les 3 mars grégoriens).